# سیلویا زیفرت
سیلویا زیفرت (آلمانی: Silvia Siefert؛ زادهٔ ۱۹ ژوئیهٔ ۱۹۵۳) بازیکن هندبال اهل آلمان بود.